# Chełmiec
Chełmiec è un comune rurale polacco del distretto di Nowy Sącz, nel voivodato della Piccola Polonia.
Ricopre una superficie di 112,01 km² e nel 2004 contava 25 432 abitanti.